# 横関敦
横関 敦（よこぜき あつし、1962年9月27日 - ）は、日本のギタリスト、作曲家、編曲家。東京都出身。「ジェットフィンガー」の異名通り、テクニックに裏打ちされた高速なギター演奏を得意とする。

## 来歴
1983年、本城未沙子、早川めぐみのサポートギタリストとして活動を開始。
1985年、パブリック・イメージに所属し、BRONX を結成。同時にアルバム「JET FINGER」でソロンとしても活動。
1987年、BRONXを解散。
1988年、筋肉少女帯のサポートギタリストに参加。
1992年、土橋宗一郎、戸城憲夫、新美俊宏らとLANCE OF THRILLを結成。
1993年、atsushi yokozeki projectとして複数の海外ミュージシャンと共演。
1996年、LANCE OF THRILL解散後、戸城、新美らとTHE SLUT BANKSとして再出発。
1998年、THE SLUT BANKSを脱退。
2001年、土橋、LOUDNESSの山下昌良・樋口宗孝とBLOOD CIRCUSとして活動。
2004年、パブリック・イメージからケイダッシュ系列のアワーソングスクリエイティブに移籍。
2010年、THE SLUT BANKSのサポートミュージシャンとして活動。2012年にバンドに復帰。

## ディスコグラフィ

### アルバム
1. JET FINGER(1985/11/01)
2. GET AWAY(1986/10/25)
3. BRILLIANT PICTURES(1988/11/21)
4. DINOSAUR(1989/10/01)
5. SEA OF JOY(1990/07/01)
6. EMPTINESS(1994/06/25)
7. G.T.Resonator(2003/10/22)
8. JET RESURRECTION(2011/10/19)
9. JET DESTINY(2014/10/22)
10. ジェット地獄(2017/07/26) - 小林信一とのコラボレーション

### ベスト・アルバム
1. JET BEST(2009/03/25)

### atsushi yokozeki project
- MORE THAN ENOUGH(1993/04/25、シングル)
- RAID(1993/04/25、アルバム)

### バンド参加作品
| 発売日     | バンド          | タイトル                                           | 備考                               |
| ---------- | --------------- | -------------------------------------------------- | ---------------------------------- |
| 1985/9     | BRONX           | Easter 魔帝聖還                                    |                                    |
| 1986/2     | BRONX           | Illusion Of Mr.Morphine ミスター・モーフィンの幻想 |                                    |
| 1987/5     | BRONX           | On The Steel Breeze 鋼鉄の嵐                       |                                    |
| 1988/12/21 | 筋肉少女帯      | SISTER STRAWBERRY                                  | ゲストメンバー                     |
| 1994/6/25  | LANCE OF THRILL | THRILL SHOW                                        |                                    |
| 1994/9/25  | LANCE OF THRILL | LIVE GIII                                          | VHS                                |
| 1995/7/1   | LANCE OF THRILL | POISON WHISKEY                                     |                                    |
| 1997/5/25  | THE SLUT BANKS  | 死霊の悪知恵 Sly＆the Dead                         |                                    |
| 1997/10/10 | THE SLUT BANKS  | 死霊の激愛～Do or Die～                            |                                    |
| 1998/5/1   | THE SLUT BANKS  | 死霊のロックンロール                               | VHS/DVD                            |
| 1998/9/19  | THE SLUT BANKS  | I'LL GO ALOUND                                     | EP                                 |
| 1999/4/1   | THE SLUT BANKS  | 死霊光線 ～Evil Beam～                             |                                    |
| 2000/12/21 | THE SLUT BANKS  | 死霊終了～Evil the End～                           | ベスト                             |
| 2001/2/21  | BLOOD CIRCUS    | BORN TO LOVE                                       |                                    |
| 2007/12/31 | THE SLUT BANKS  | 死霊の幻                                           | 1998年録音の未発表曲のライブ音源集 |
| 2012/3/7   | THE SLUT BANKS  | チクロ                                             |                                    |
| 2012/10/3  | THE SLUT BANKS  | ドクロ                                             |                                    |
| 2015/9/9   | THE SLUT BANKS  | METALLIC JUNK                                      |                                    |
| 2016/12/21 | THE SLUT BANKS  | 1996 FIND MY WAY                                   | ベスト                             |
| 2018/6/15  | 地獄ヘルズ      | LOVE & MADNESS                                     | CD&DVD、会場限定販売               |

## 楽曲提供

### 作曲
- 早川めぐみ「ROCK CITY」（中島正雄と共同）

### 作曲・編曲
- 樋口宗孝「MAM」（樋口宗孝、山下昌良と共同）
- MADAM REY「ソラニカエリホシトナル」
- 山瀬まみ「芸能人様のお悩み」「親指姫の賛歌」（作曲は三柴理と、編曲は須貝幸生と共同）「198」（編曲は須貝幸生と共同）

### 編曲
- 影山ヒロノブ「Ray of Hope ～Anthem of KAGE☆STARS～」（栗山善親と共同）
- 木内美歩「別の誰かを愛するふりしてた」（三柴理と共同）
- GENDA×BENDA『Heroines』（月光恵亮と共同）
- JAM Project「SEVENTH EXPLOSION 〜JAM Project BEST COLLECTION VII〜」「Godest!.」（全て栗山善親と共同）「PRAISE BE TO DECEPTICON」
- VELVET GARDEN「Come Back」（川添智久、三柴理と共同）
- 松田樹利亜「抱きしめても止まらない」（須貝幸生と共同）
- 山瀬まみ「かわいいルーシー」（三柴理と共同）「花売り姫」「CRASH YOUR PARTY」「（デート）2」「裸のBlue」（全て、須貝幸生と共同）「ビートパンク小僧」「I WANT YOU」「YAMASEの気持ち」
- Pipping Hot「Limitation=Imitation」

## 劇伴音楽
- マジンカイザーSKL
- ゲッターロボ アーク[3]

## レコーディング参加
- 大槻ケンヂ「詩人オウムの世界」
- 荻野目洋子「あなたに帰りたい」「Moonlight Blue」
- COW COW『2 INNOCENT』
- 川添智久「YOUNG BLOOD」
- KENZI「MAD CAT」
- 下村成二郎「愛したりなくて・・・」「愛してRevolution」
- 真行寺恵里『HARD VOLTAGE』
- TOP GUN × 米倉千尋「Naked Soul」
- Be-B「間違いに気付いても」
- ポアロ「プライド オブ アンダーグラウンド」
- 松田樹利亜『STEEL & SILK』『DIVE』
- 三柴理「サンフランシスコ」
- ランティス組曲 feat.Nico Nico Artists
- 大西結花『RESISTANCE』